# 田中楢一

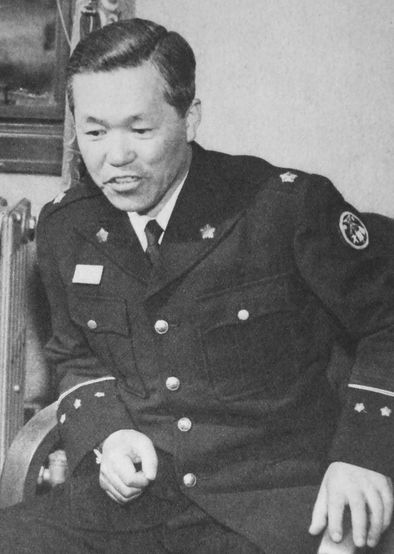
1954年

田中 楢一（たなか ならいち、1903年9月13日 - 1973年7月25日）は、日本の内務官僚。兵庫県出身。

## 略歴
第一高等学校および東京帝国大学法学部を経て、1929年に内務省に入省。全国の特別高等警察の総元締めである警保局保安課に勤務し、その後は特高官僚としてのキャリアを歩んだ。
第二次世界大戦後は、大阪市警察本部長、日本住宅公団大阪支所長、大阪府副知事を歴任。

## 経歴
- 1929年 - 内務省に入省[2]。警保局保安課に勤務[2]。
- 1929年8月 - ハルピン領事館駐在員[2]
- 1932年5月 - 大分県特高課長[2]
- 1934年8月 - 鹿児島県特高課長[2]
- 1936年5月 - 警保局図書課事務官[2]
- 1940年9月 - 北京駐在官[2]
- 1942年1月 - 秋田県警察部長[2]
  - 7月 - 茨城県警察部長[2]
- 1944年8月 - 警保局検閲課長兼情報局第二部検閲課長[2]
- 1945年6月 - 警保局警務課長[2]
  - 10月 - 静岡県内政部長[2]
- 1946年1月 - 大阪府警察局長[2]
  - 7月 - 内務省調査部長[2][3]
  - 9月 - 警保局警務課長[2][3]
  - 10月 - 警察制度審議会委員・幹事[2]
- 1947年2月 - 警保局長[2][3]
  - 7月 - 免官[2]
  - 9月 - 公職追放[2][3]
- 1950年10月 - 公職追放解除[2][3]。警察予備隊管理部補給部隊長の辞令を発令されるが12月には撤回される[2]。
- 1951年12月 - 大阪市警察本部長[2]
- 1955年8月 - 日本住宅公団大阪支所長[2]
- 1959年7月 - 大阪府副知事[2]
- 1971年7月 - 大阪府庁を退職[2]

## エピソード
- 田中は内務省に入省したときから特高官僚として嘱望されており、海外勤務（特高官僚の海外勤務のおもな目的は国際共産主義運動の情報収集）や特高課長、検閲課長の職務につながる図書課勤務でそれがうかがえる[4][注釈 1]。
- 警察法改正では、特別市の実現という建前から反対する市側と、かつて田中自身が警保局長時代にアメリカ式警察に強く反対していた経緯にはさまれて苦慮したが、現在の立場上は（警察法改正に）反対するが、（反対運動の）表面には出ないという姑息な手段を用いたことによって、かねてから田中に好感情を持っていなかった斎藤昇国警長官のカンに触り、急速に2人の関係が悪化した。新警察法成立後は、五大市警の1年間存続が決定したことにより、廃止されることが決定した組織のトップという「座り心地のよくない椅子」で働くことを命じられたが、東大法、内務省の先輩である橋本政実大阪市助役への義理や、近く統合される部下を見捨てて自分だけ辞めるわけにも行かず、仕方なく留任した[6]。
- 大阪府議会議員だった柳河瀬精によると、田中は一見好々爺とも村夫子ともいえるような人物だったが、議会で追及するとおどおどしたような態度で答弁し、他党の議員が「田中のおっさんはあんな調子でしか答弁でけへん、もう充分追及したし、その辺で打ち切ってやったらどうや」といってくるほどだったという[7]。